# منصورآباد (تفتان)
منصورآباد (تفتان)، روستایی از توابع بخش گوهرکوه شهرستان تفتان در استان سیستان و بلوچستان ایران است.

## جمعیت
این روستا در دهستان گوهرکوه قرار دارد و براساس سرشماری مرکز آمار ایران در سال ۱۳۸۵، جمعیت آن ۱۴۳ نفر (۳۱خانوار) بوده‌است.